# Big Bang (émission de télévision)
Pour les articles homonymes, voir Big Bang (homonymie).
 (décembre 2013).
Si vous disposez d'ouvrages ou d'articles de référence ou si vous connaissez des sites web de qualité traitant du thème abordé ici, merci de compléter l'article en donnant les références utiles à sa vérifiabilité et en les liant à la section « Notes et références ».
Big Bang est une émission de télévision française pour la jeunesse diffusée de 27 janvier 1993 au 27 mars 1993 sur France 3.

## Historique
L'émission était présentée par un vaisseau spatial à la voix féminine. Durant le générique, les héros des dessins animés proposés dans l'émission déambulaient à l'intérieur du vaisseau spatial. Tout comme C'est Lulo ! et son personnage de papier, Big Bang passa totalement inaperçu. France 3 continua de chercher un concept d'émission jeunesse accrocheur et laissa la place à Bonjour les petits loups, un nouvel échec. Puis vinrent enfin les Minikeums qui connurent le succès.

## Programmation

### Séries d'animation
- Princesse Saphir
- Les Aventures de Hukleberry Finn
- Popeye, Olive et Mimosa
- Les Fables géométriques
- Alvin et les Chipmunks
- Casper et ses amis
- Tifou
- Signé Cat's Eyes
- Pollen
- Widget
- Peter Pan
- Il était une fois... les Amériques
- Lucky Luke

### Sérieslive
- Huckleberry Finn
- Les Enquêtes de Chlorophylle
- Marshall et Simon

### Émissions
- Les Mondes fantastiques
- Micro Kid's